# Mirilla

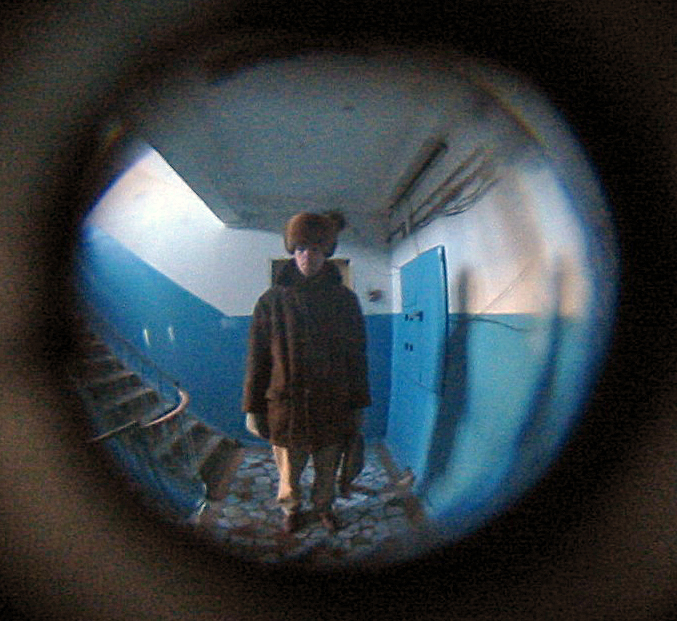
Mirilla.

La mirilla (también conocida coloquialmente como ojo mágico) es aquel instrumento que se introduce en las puertas de acceso a las viviendas que permite poder ver a través de ellas. Son elementos que se utilizan por razones de seguridad con objeto de conocer quién se encuentra en el exterior del domicilio antes de abrir la puerta.
Consiste ordinariamente en un pequeño trozo de vidrio o plástico transparente que adopta la forma de lente gran angular u ojo de pez de modo que la persona que observa consigue una amplia visibilidad. El ángulo de visión suele alcanzar los 132° aunque existen mirillas más amplias. Hay casos de mirillas más antiguas que carecen de esta lente y simplemente constan de la abertura y una rejilla de protección para cubrirla parcialmente de forma que permita entrever el exterior o la estancia adyacente sin quedar el interior muy expuesto.
Se coloca en el centro de la puerta a una altura media de los ojos de un adulto, o algo inferior (en torno al metro y medio de altura), y se comercializa junto con la propia puerta. Está diseñada para proporcionar una visión desde el interior hacia el exterior de la vivienda y no al revés.

## Mirillas de última generación
Las últimas tecnologías se han incorporado en el diseño de mirillas para mejorar su seguridad. Entre ellas, se encuentran las minicámaras que posibilitan la grabación de imágenes del exterior de la vivienda. Se adaptan fácilmente a diferentes modelos de puertas y proporcionan un adecuado ángulo de visión para grabar incluso de noche gracias a su visión de infrarrojos.